# ワイルドで行こう!!!
「ワイルドで行こう!!!」は 2011年11月23日にユニバーサルシグマから発売されたクレイジーケンバンド14枚目のシングル。

## 概要
「いっぱい いっぱい」に続く2011年2枚目のシングル。クリスマスソングを含む新曲3曲が収録されている。

## 収録曲
作詞・作曲：横山剣　編曲：横山剣/小野瀬雅生（特記以外）
1. ワイルドで行こう!!!(4:48)[1]
  - ラボーテ・ジャポン「リガオス」CMソング。
2. 生き残れ!!!(3:24)[1]
  - ニューギン・パチンコ「花の慶次〜焔」テーマソング。
3. eye catch(0:17)[1]
4. そんなクリスマス(3:30)[1]
5. 1107（CKB ANNEX Remix） feat. ZEN LA ROCK -special one Remix-(4:16)[1]
  - 作詞：横山剣/ZEN LA ROCK
6. CRAZY KEN BAND's Information(8:01)[1]
7. ワイルドで行こう!!!（KARAOKE）(4:48)[1]
8. 生き残れ!!!（KARAOKE）(3:24)[1]
9. そんなクリスマス（KARAOKE）(3:30)[1]